# Dorfkirche Stechow

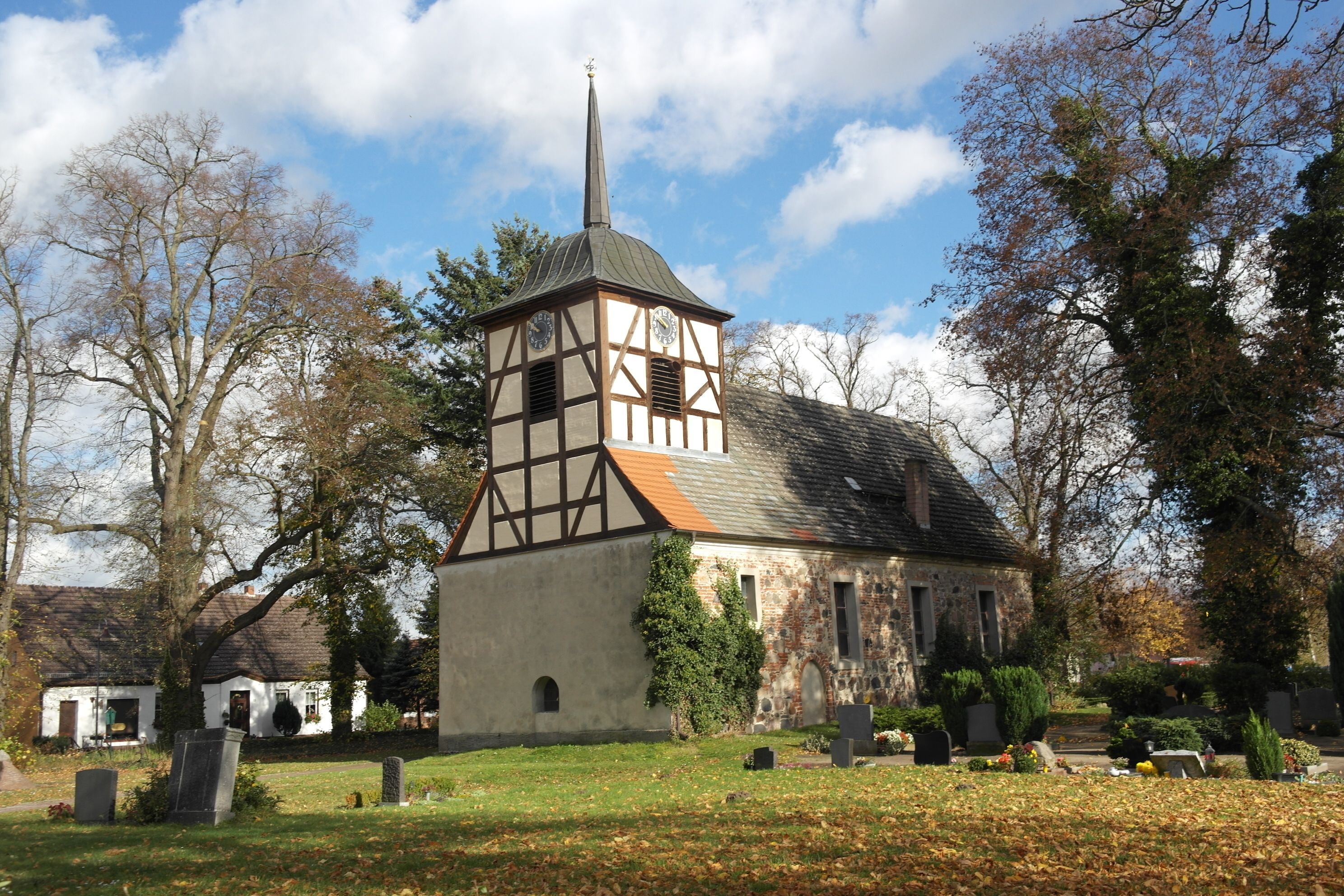
Dorfkirche in Stechow

Die evangelische Dorfkirche Stechow ist eine Saalkirche in Stechow, einem der namensgebenden Ortsteile der Gemeinde Stechow-Ferchesar im brandenburgischen Landkreis Havelland. Die Kirchengemeinde gehört der evangelischen Reformationsgemeinde Westhavelland im Kirchenkreis Nauen-Rathenow der Evangelischen Kirche Berlin-Brandenburg-schlesische Oberlausitz an. Das Gebäude steht unter Denkmalschutz.

## Baubeschreibung
Das Kirchengebäude steht südlich der Friedensstraße, die durch den Stechower Ortskern verläuft. Im Kern besteht die Kirche aus einem gotischen Feldsteinsaalbau, der vermutlich im Jahr 1469 erbaut wurde. Im Jahr 1731 wurde die Kirche renoviert und erweitert. Der Ostteil der Kirche erhielt einen dreiseitigen Abschluss aus Backsteinen und einen quadratischen Fachwerkdachturm mit einer Schweifhaube und einer schlanken Spitze. Die Fenster wurden erweitert und rechteckig gestaltet. Im südlichen Teil der Kirche befindet sich ein Spitzbogenportal, das aus Backsteinen gefertigt und mittlerweile vermauert ist. 
Das Innere der Kirche überspannt eine flache Decke. Vor der östlichen Empore befindet sich ein Altaraufbau aus dem Jahr 1736. In der Mitte zeigt ein Gemälde die Kreuzigung, flankiert gewundenen Säulen und großen Akanthuswangen. Im gesprengten Giebel über dem Altar befindet sich eine vollplastische Figur des Auferstandenen sowie zwei Engelsfiguren. Ein ovales Predellenbild zeigt eine Abendmahlsszene. Die Orgel wurde im Jahr 1856 von Friedrich Hermann Lütkemüller gebaut und steht gesondert unter Denkmalschutz. Zur Ausstattung gehört zudem ein spätgotischer Opferstock, eine mittelalterliche Eichenholztruhe mit schmiedeeisernen Beschlägen und eine mittelalterliche Glocke, die reich mit figürlichen und ornamentalen Verzierungen ausgestattet ist und aus dem 14. Jahrhundert stammt.
2004 gründete sich ein Förderverein für die Sanierung der Kirche. Von 2011 bis 2021 wurde die Kirche in vier großen Abschnitten saniert. Von 2011 bis 2012 wurde zunächst der Kirchturm restauriert und das Fachwerk im oberen Bereich wiederhergestellt. 2016 folgten die Westfassade und der Sockel des Kirchturms. Auch die Ausstattung wurde gereinigt und restauriert.